# Lucumal
Lucumal es un caserío peruano ubicado en el distrito de Lagunas, perteneciente a la provincia de Ayabaca del departamento de Piura, al norte del Perú. 

## Ubicación
Lucumal se ubica al centro de la provincia de Ayabaca, en el distrito de Lagunas, en el departamento de Piura.

## Demografía
En 2017 Lucumal tenía una población de 79 habitantes.
| Gráfica de evolución demográfica de Lucumal entre 1993 y 2017 |
|                                                               |
| Fuentes: Población 1993 y 2017                                |